# Oberea atricilloides
Oberea atricilloides là một loài bọ cánh cứng trong họ Cerambycidae.